# Объездчик Морант (фильм)
«Объездчик Морант» (другие варианты — «Жестокий Морант», «Укротитель Морант», «Правонарушитель Морант»; англ. Breaker Morant) — австралийский фильм режиссёра Брюса Бересфорда, вышедший на экраны в 1980 году. Фильм основан на одноименной пьесе Кеннета Росса и повествует о судебном процессе над австралийским офицером Гарри Морантом, состоявшемся во время второй англо-бурской войны. Участник конкурсной программы Каннского кинофестиваля 1980 года.

## Сюжет
Действие происходит в Трансваале в 1901 году, в разгар англо-бурской войны. Трое австралийских офицеров бушвельдтских карабинеров — Гарри Морант, Питер Хэндкок и Джордж Уиттон — обвиняются в убийстве нескольких пленных бурских партизан и немецкого миссионера. Хотя такая практика весьма распространена в условиях партизанской войны и существует негласное правило «пленных не брать», власти решают устроить показательный процесс над австралийцами. Последние становятся «козлами отпущения», чтобы, с одной стороны, угодить немецкому правительству, а с другой — смягчить напряжение военного конфликта и, таким образом, приблизить заключение мира. Защищать обвиняемых берется майор Томас, новичок в адвокатском деле.

## В ролях
- Эдвард Вудвард — лейтенант Гарри «Объездчик» Морант
- Джек Томпсон — майор Томас
- Брайан Браун — лейтенант Питер Хэндкок[англ.]
- Джон Уотерс — капитан Альфред Тэйлор
- Чарльз Тингвелл — подполковник Денни
- Теренс Донован — капитан Саймон Хант
- Винсент Болл — полковник Гамильтон[англ.]
- Льюис Фиц-Джеральд — лейтенант Джордж Рамсдейл Уиттон
- Алан Кесселл — лорд Китченер

## Награды и номинации

### Награды
- 1980 — приз лучшему актеру второго плана на Каннском кинофестивале (Джек Томпсон)
- 1980 — 10 премий Австралийского киноинститута: лучший фильм (Мэтт Кэрролл), лучший режиссёр (Брюс Бересфорд), лучший сценарий (Джонатан Харди, Дэвид Стивенс, Брюс Бересфорд), лучший актер (Джек Томпсон), лучший актер второго плана (Брайан Браун), лучшая операторская работа (Дональд Макэлпайн), лучший монтаж (Уильям Андерсон), лучшая работа художника (Дэвид Коппинг), лучшие костюмы (Анна Сениор), лучший звук

### Номинации
- 1980 — номинация на приз «Золотая пальмовая ветвь» Каннского кинофестиваля (Брюс Бересфорд)
- 1980 — три номинации на премию Австралийского киноинститута: лучший актер (Эдвард Вудвард), лучший актер второго плана (Льюис Фиц-Джеральд и Чарльз Тингвелл)
- 1981 — номинация на премию «Оскар» за лучший адаптированный сценарий (Джонатан Харди, Дэвид Стивенс, Брюс Бересфорд)
- 1981 — номинация на премию «Золотой глобус» за лучший зарубежный фильм